# Erebus crepuscularis
Erebus crepuscularis là một loài bướm đêm trong họ Erebidae.

## Hình ảnh

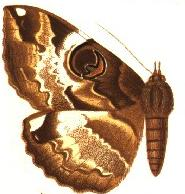
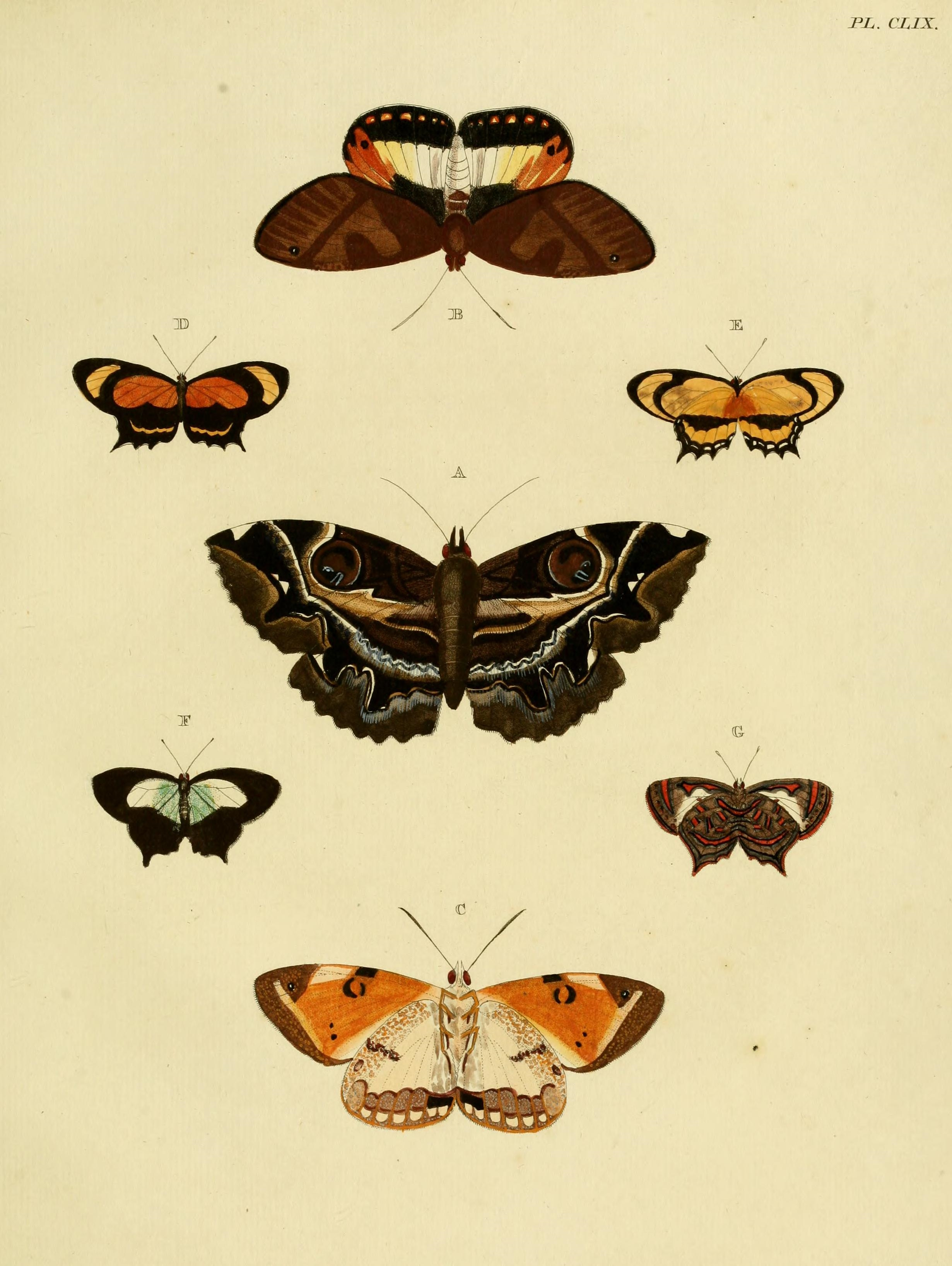
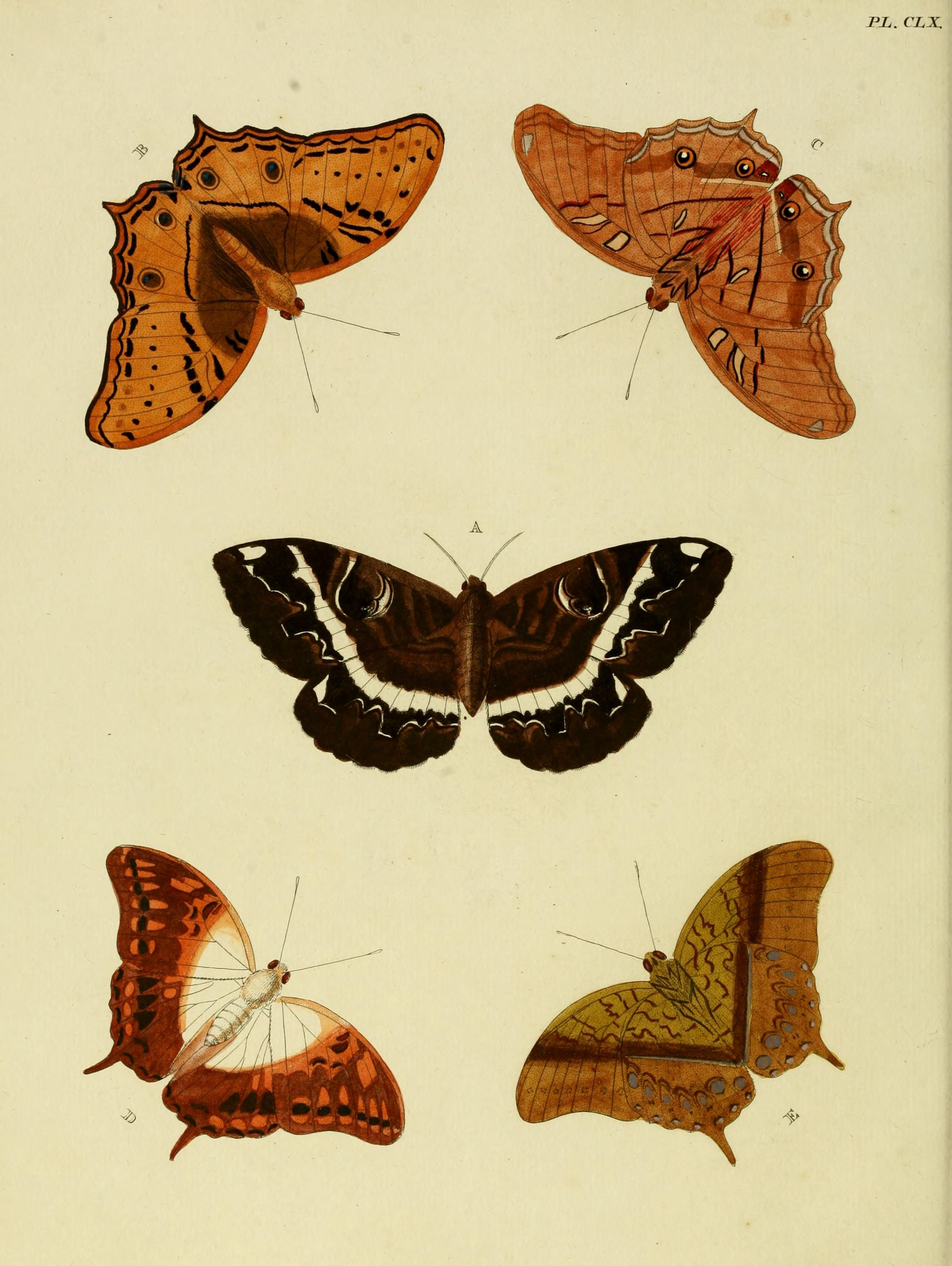
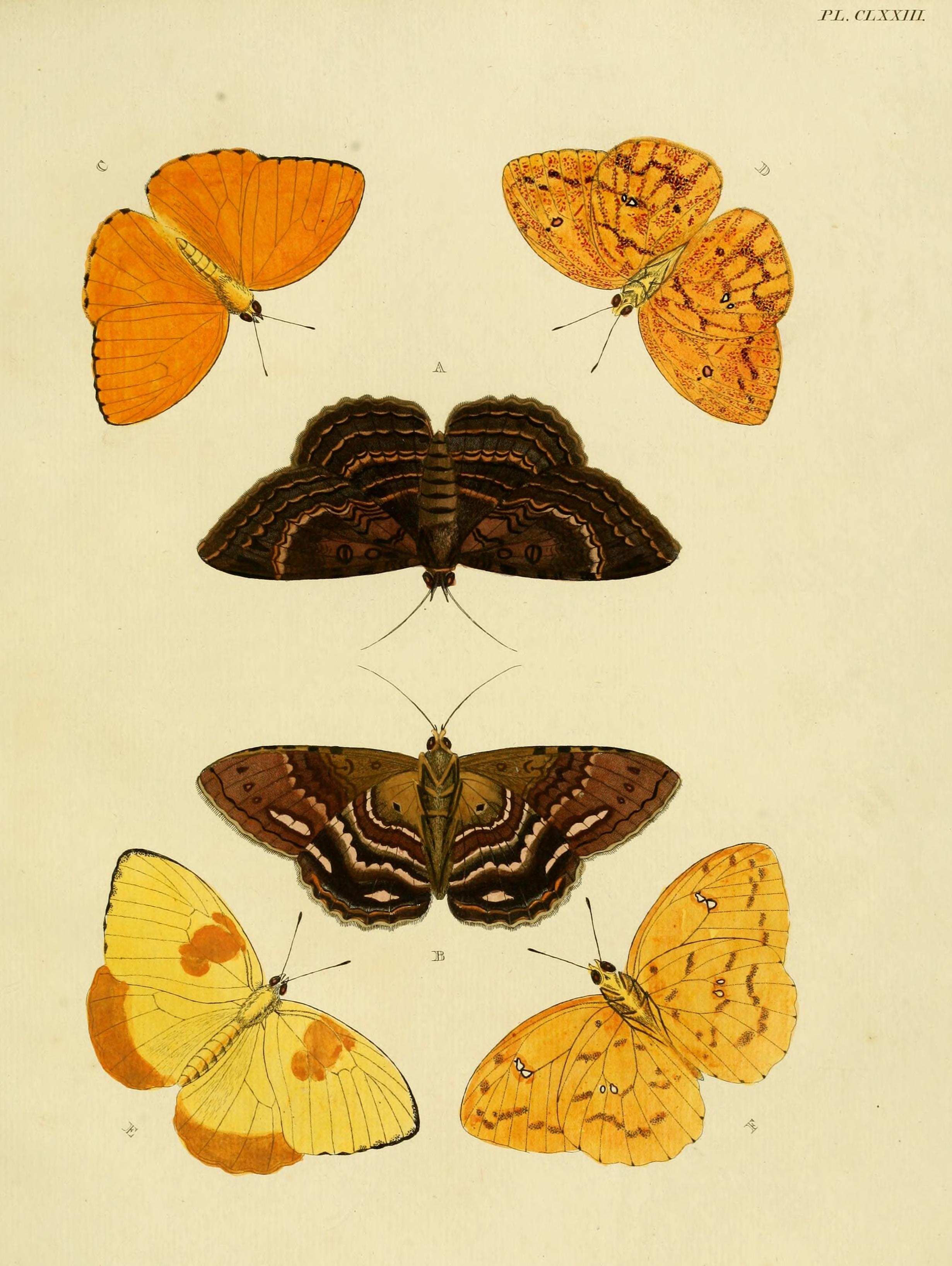